# Comuna Vertiivka, Nijîn
Vertiivka (în ucraineană Вертіївка) este o comună în raionul Nijîn, regiunea Cernihiv, Ucraina, formată din satele Bobrîk, Holeavkî, Homîne, Kablukî, Kardași, Nîzî, Radhospne, Tîtivka și Vertiivka (reședința).

## Demografie
Componența lingvistică a comunei Vertiivka
     Ucraineană (97,98%)
     Rusă (1,88%)
     Alte limbi (0,12%)
Conform recensământului din 2001, majoritatea populației comunei Vertiivka era vorbitoare de ucraineană (97,98%), existând în minoritate și vorbitori de rusă (1,88%).